# 이도우
이도우(1969년 ~ )는 대한민국의 소설가이다. 중앙대학교 문예창작학과를 졸업하고 라디오 작가, 카피라이터로 일했다. 공진솔 작가와 이건 PD의 쓸쓸하고 저릿한 사랑 이야기를 그린 《사서함 110호의 우편물》, 이종사촌 자매 수안과 둘녕의 아프고 아름다운 성장과 추억을 그린 《잠옷을 입으렴》, 고향 북현리에 내려온 목해원과 독립 서점을 운영하는 임은섭의 사랑 이야기를 그린 《날씨가 좋으면 찾아가겠어요》, 산문집 《밤은 이야기하기 좋은 시간이니까요》를 썼다. 작가의 작품들은 특유의 따뜻한 시선, 깊고 서정적인 문체로 수많은 독자들의 사랑을 받으며 ‘천천히 오래 아끼며 읽고 싶은 책’이라는 평을 듣고 있다.

## 작품
| 년도 | 제목                              | 출판사         | 특징                                      |
| ---- | --------------------------------- | -------------- | ----------------------------------------- |
| 2004 | 사서함 110호의 우편물             | 북박스         | 2007(랜덤하우스코리아), 2016(시공사) 재판 |
| 2012 | 잠옷을 입으렴                     | 알에이치코리아 | 2015(예담) 재판                           |
| 2018 | 날씨가 좋으면 찾아가겠어요        | 시공사         | 2020년 드라마화                           |
| 2020 | 밤은 이야기하기 좋은 시간이니까요 | 위즈덤하우스   | 산문집                                    |

### 사서함 110호의 우편물
라디오 작가 공진솔은 같은 프로그램 《노래하는 꽃마차》를 맡은 라디오 PD 이건을 좋아하게 되지만, 건은 그의 친구인 선우의 애인 애리에게 잔잔하게 남은 애정을 가지고 있다.자신의 마음을 들여다 보는일이 익숙하지 않았던 건은 실수를 저지르고 만다.사랑과 용서가 공존할 수 있을까?
- 공진솔 : 31~32세. 라디오 작가
- 이건 : 33~34세. 라디오 PD
- 박애리 : 33~34세. 건의 첫사랑
- 김선우 : 33~34세. 건의 친구
- 안희연 : 28~29세. 라디오 작가
- 이필관 : 건의 할아버지. 《노래하는 꽃마차》의 애청자
- 한가람 : 리포터
- 최작가 : 라디오 작가
- 홍헌표 : 라디오 엔지니어
- 박미영:음반 자료실 담당

### 잠옷을 입으렴
- 수안
- 둘녕

### 날씨가 좋으면 찾아가겠어요
미술 강사 목해원은 고향인 혜천 북현리로 내려와 그 곳에서 독립서점 '굿나잇 책방'을 운영 중인 고교 동창 임은섭과 재회한다.
소괄호 안에 드라마 주연 배우가 포함되어 있다.
- 목해원 (박민영): 30세. 미술 강사
- 임은섭 (서강준): 30세. 혜천 북현리 독립서점 '굿나잇 책방' 주인
- 김보영 (임세미): 30세. 해원의 친구
- 이장우 (이재욱): 30세. 해원의 친구
- 심명여 (문정희): 해원의 이모. 펜션 '호두하우스' 운영
- 심명주 (진희경): 해원의 엄마

## 영상화된 작품
- 2020년 JTBC 《날씨가 좋으면 찾아가겠어요》

## 여담
《사서함 110호의 우편물》에 '한가람'이라는 이름의 등장인물이 나오는데, 《날씨가 좋으면 찾아가겠어요》의 극본을 맡은 작가 이름도 '한가람'이다.